# Asiodixa pura
Asiodixa pura är en tvåvingeart som beskrevs av Papp 2006. Asiodixa pura ingår i släktet Asiodixa och familjen u-myggor.
Artens utbredningsområde är Thailand. Inga underarter finns listade i Catalogue of Life.